# Халькогеноводороды

Ха́лькоге́новодоро́́ды — общее название соединений, образованных из водорода и халькогенов (элементов подгруппы кислорода). Имеют общую формулу {\displaystyle {\ce {H2X,}}} где {\displaystyle {\ce {X}}} — халькоген.
| Соединение     | Формула | Модель | Молярная масса | Длина связи d(H-X)/pm | Валентный угол (H-X-H), ° | Дипольный момент μ/D | G°f     | tплав °C | tкип °C |
| -------------- | ------- | ------ | -------------- | --------------------- | ------------------------- | -------------------- | ------- | -------- | ------- |
| Вода           | H2O     |        | 18             | 95,8                  | 104,45                    | 1,85                 | −285,83 | 0        | 100     |
| Сероводород    | H2S     |        | 34             | 133,6                 | 92,1                      | 0,93                 | −20,15  | −82,3    | −60,28  |
| Селеноводород  | H2Se    |        | 81             | 146                   | 91                        |                      | 85,77   | −65,73   | −41,25  |
| Теллуроводород | H2Te    |        | 130            | 169                   | 90                        |                      | 154,39  | −49      | −2,2    |
| Полоноводород  | H2Po    |        | 211            | 171                   | 88                        |                      |         | −35,3    | 36,1    |

Сравнение температур кипения галогеноводородов и халькогеноводородов

При нормальных условиях сероводород, селеноводород и теллуроводород — газы, вода и полоноводород — жидкости. Все халькогеноводороды чрезвычайно токсичны (хха исключением воды).
Газообразные халькогеноводороды малорастворимы в воде.
В ряду {\displaystyle {\ce {H2S}}} — {\displaystyle {\ce {H2Se}}} — {\displaystyle {\ce {H2Te}}} закономерно изменяются температуры плавления и кипения, но вода имеет высокую температуру кипения для своего малой молекулярной массы, это объясняется ассоциацией молекул в жидкой воде в результате образования водородных связей.

## Химические свойства
Халькогены в халькогеноводородах имеют степень окисления −2. Так как они имеют максимальную отрицательную степень окисления, они проявляют только восстановительные свойства. Восстановительная способность халькогеноводородов растет от кислорода к полонию.
При растворении газообразных халькогеноводородов в воде происходит диссоциация в две ступени (диссоциация по второй ступени происходит очень слабо):
{\displaystyle {\ce {H2X + H2O -> H3O^+ + HX-}}};
{\displaystyle {\ce {HX^- + H_2O -> H3O^+ + X^2-}}}.
Халькогеноводороды реагируют с гидроксидами с образованием соответствующих солей и воды:
{\displaystyle {\ce {H2S + 2NaOH -> Na2S + 2 H2O}}};
{\displaystyle {\ce {H2Se + 2KOH -> K2Se + 2 H2O}}}.
При отношении 1:1 халькогеноводорода и гидроксида образуется кислая соль:
{\displaystyle {\ce {H2S + KOH -> KSH + H2O}}}.
Воду можно разложить на элементы методом электролиза:
{\displaystyle {\ce {2 H2O -> 2 H2 ^ + O2 ^}}}
При этом на электроды электролизёра необходимо подавать напряжение около 6 В.
Вода и сероводород взаимодействуют с некоторыми активными металлами:
{\displaystyle {\ce {2 Na + 2 H2O -> 2 NaOH + H2 ^}}};
{\displaystyle {\ce {H2S + Fe -> FeS + H2 ^}}}.
Теллуроводород и полоноводород — неустойчивые вещества, разлагаются даже при низких температурах:
{\displaystyle {\ce {H2Te -> H2 ^ + Te}}};
{\displaystyle {\ce {H2Po -> H2 ^ + Po}}}.

## Методы получения
Непосредственной реакцией халькогенов с водородом:
{\displaystyle {\ce {2 H2 + O2 -> 2 H2O}}};
{\displaystyle {\ce {H2 + S -> H2S ^}}},
При этих реакциях выделяется большое количество теплоты, реакции с серой и кислородом экзотермичны.
Сероводород можно получить, например взаимодействием сульфида железа с какой-либо кислотой:
{\displaystyle {\ce {FeS + 2 CH3COOH -> (CH3COO)2Fe + H2S ^}}}.